# Breyan Isaac
Breyan Isaac (né le 24 mai 1980) est un chanteur, auteur-compositeur, producteur et pianiste américain basé à Daytona Beach, en Floride. Il a écrit, produit et interprété des chansons pour un certain nombre d'artistes, dont David Guetta, Flo Rida, Pitbull, Wiz Khalifa, Nicki Minaj, Charlie Puth, G-Eazy, Waka Flocka Flame, Lecrae entre autres.
Isaac a également reçu cinq prix consécutifs pour l'écriture de chansons de BMI entre 2013 et 2017,, et a été classé 76e meilleur auteur-compositeur et producteur au monde en 2015 par SS100. En 2018, il a remporté le Grammy Award du meilleur album de reggae pour son travail sur Stony Hill de Damian Marley. Il a des contrats d'édition avec APG de Mike Caren et BMG et est géré par SAL&CO. Il dirige également une société de production avec Dre Marshall.

## Biographie
Isaac est né dans le quartier Roxbury de Boston, Massachusetts. Enfant, il a déménagé à Fort Lauderdale, en Floride, après que son père y ait trouvé un meilleur emploi. Dans sa jeunesse, Isaac était un chef de louange à l'église.

## Carrière
Isaac a commencé sa carrière après avoir déménagé à Daytona Beach, en Floride. Il a été invité par un ami à faire quelques séances avec Flo Rida et continuera de travailler avec lui par la suite. Ce travail a finalement conduit Isaac à son premier placement, " Good Feeling ". Cette chanson, qui a culminé à la troisième place du Billboard Hot 100, est sur l'album 2012 de Flo Rida, Wild Ones. Isaac a coécrit 4 chansons sur cet album, dont "Good Feeling" et "Whistle" qui a atteint la première place du Billboard Hot 100.
L'année suivante, il coécrit "Timber" de Pitbull avec Kesha. Cette chanson a également été en tête du classement Hot 100 et est multi-platine dans plusieurs pays,. En 2015, il coécrit « One Call Away » de Charlie Puth pour lequel il remportera un BMI Pop Award (son cinquième en autant d'années).
En 2016 et 2017, il a travaillé sur plusieurs chansons de bandes originales de films, dont "River of Jordan" de Lecrae de The Shack, Nick Jonas et "Bom Bidi Bom" de Nicki Minaj de Fifty Shades Darker, et Lil Uzi Vert, Quavo, et "Go Off" de Travis Scott dans The Fate of the Furious. En 2017, il a travaillé sur "Medication" de Damian Marley, le premier single de son album, Stony Hill. L'album remportera le Grammy Award du meilleur album de reggae en 2018,.

## Discographie
| Chanson ,                    | Année | Artiste(s)                                           | Album                                                   | Rôle                         | Notes           |
| ---------------------------- | ----- | ---------------------------------------------------- | ------------------------------------------------------- | ---------------------------- | --------------- |
| "Whistle"                    | 2012  | Flo Rida                                             | Wild Ones                                               | Coauteur, voix               | US No. 1        |
| "Good Feeling"               | 2012  | Flo Rida                                             | Wild Ones                                               | Coauteur, voix               | US No. 3        |
| "Let It Roll"                | 2012  | Flo Rida                                             | Wild Ones                                               | Coauteur, voix               | UK No. 17       |
| "Sweet Spot"                 | 2012  | Flo Rida (feat. Jennifer Lopez)                      | Wild Ones                                               | Coauteur, voix               | ARIA No. 25     |
| "Let It Roll (Pt. 2)"        | 2012  | Flo Rida (feat. Lil Wayne)                           | Wild Ones                                               | Coauteur                     |                 |
| "Change Your Life"           | 2012  | Far East Movement (feat. Flo Rida and Sidney Samson) | Dirty Bass                                              | Coauteur, voix               | ARIA No. 60     |
| "Troublemaker"               | 2012  | Olly Murs (feat. Flo Rida)                           | Right Place Right Time                                  | Coauteur, voix               | UK No. 1        |
| "Get Low"                    | 2012  | Waka Flocka (feat. Nicki Minaj, Tyga, and Flo Rida)  | Triple F Life: Friends, Fans & Family                   | Coauteur, coproducteur       | US No. 72       |
| "Tchu Tchu Tcha"             | 2012  | Pitbull (feat. Enrique Iglesias)                     | Global Warming                                          | Coauteur                     |                 |
| "Can't Believe It"           | 2013  | Flo Rida (feat. Pitbull)                             | Non-album single                                        | Coauteur, voix               | ARIA No. 7      |
| "How I Feel"                 | 2013  | Flo Rida                                             | Non-album single                                        | Coauteur, voix               | US No. 96       |
| "Dade County Dip"            | 2013  | DJ Tight (feat. Cupid)                               | Non-album single                                        | Coauteur, coproducteur       |                 |
| "Shisha"                     | 2013  | Massari (feat. French Montana                        | Non-album single                                        | Coauteur                     | CAN No. 37      |
| "Hey Porsche"                | 2013  | Nelly                                                | MO                                                      | Coauteur                     | US No. 42       |
| "Timber"                     | 2013  | Pitbull (feat. Kesha)                                | Meltdown                                                | Coauteur                     | US No. 1        |
| "Kama Sutra"                 | 2014  | Jason Derulo (feat. Kid Ink)                         | Talk Dirty                                              | Coauteur                     |                 |
| "Bubblegum"                  | 2014  | Jason Derulo (feat. Tyga)                            | Talk Dirty                                              | Coauteur                     | ARIA No. 38     |
| "Bed of Lies"                | 2014  | Nicki Minaj (feat. Skylar Grey)                      | The Pinkprint                                           | Coauteur, coproducteur       | US No. 62       |
| "What I Did for Love"        | 2014  | David Guetta (feat. Emeli Sandé)                     | Listen                                                  | Coauteur, voix               | UK No. 6        |
| "Goodbye Friend"             | 2014  | David Guetta (feat. The Script)                      | Listen                                                  | Coauteur, voix               |                 |
| "Beast"                      | 2014  | Mia Martina (feat. Waka Flocka)                      | Mia Martina                                             | Coauteur, voix               | CAN No. 39      |
| "Celebrate"                  | 2014  | Pitbull                                              | Globalization                                           | Coauteur                     |                 |
| "Cola Song"                  | 2014  | Inna (feat. J Balvin)                                | Inna                                                    | Coauteur                     | ROM No. 34      |
| "Too Sexy"                   | 2015  | Inna                                                 | Inna                                                    | Coauteur                     |                 |
| "Birds Fly"                  | 2015  | Hardwell (feat. Mr Probz)                            | United We Are                                           | Coauteur                     |                 |
| "I Don't Like It, I Love It" | 2015  | Flo Rida (feat. Robin Thicke and Verdine White)      | My House                                                | Coauteur                     | US No. 43       |
| "That's What I Like"         | 2015  | Flo Rida (feat. Fitz)                                | My House                                                | Coauteur, voix               |                 |
| "Wobble"                     | 2015  | Flo Rida                                             | My House                                                | Coauteur, voix               |                 |
| "Go Hard or Go Home"         | 2015  | Wiz Khalifa and Iggy Azalea                          | Furious 7: Original Motion Picture Soundtrack           | Coauteur                     | US No. 86       |
| "One Call Away"              | 2015  | Charlie Puth                                         | Nine Track Mind                                         | Coauteur                     | US No. 12       |
| "Losing My Mind"             | 2016  | Charlie Puth                                         | Nine Track Mind                                         | Coauteur, coproducteur       |                 |
| "Suffer"                     | 2016  | Charlie Puth                                         | Nine Track Mind                                         | Coauteur, coproducteur       |                 |
| "Liar"                       | 2016  | Britney Spears                                       | Glory                                                   | Coauteur, voix               |                 |
| "Zillionaire"                | 2016  | Flo Rida                                             | Non-album single                                        | Coauteur, voix               |                 |
| "Hello Friday"               | 2016  | Flo Rida (feat. Jason Derulo)                        | Non-album single                                        | Coauteur, voix               | US No. 79       |
| "Gettin' Old"                | 2016  | 6lack                                                | Free 6lack                                              | Coauteur, coproducteur       |                 |
| "Gimme Gimme"                | 2017  | Inna                                                 | Nirvana                                                 | Coauteur                     | ROM No. 16      |
| "Milk and Honey"             | 2017  | G Girls                                              | Non-album single                                        | Coauteur                     | ROM No. 67      |
| "Sounds Good To Me"          | 2017  | Nelly                                                | Non-album single                                        | Coauteur                     |                 |
| "River of Jordan"            | 2017  | Lecrae                                               | The Shack Soundtrack                                    | Coauteur, voix               |                 |
| "Bom Bidi Bom"               | 2017  | Nick Jonas and Nicki Minaj                           | Fifty Shades Darker: Original Motion Picture Soundtrack | Coauteur, coproducteur, voix |                 |
| "Go Off"                     | 2017  | Lil Uzi Vert, Quavo, and Travis Scott                | The Fate of the Furious: The Album                      | coproducteur, voix           |                 |
| "Obsession"                  | 2017  | Vice (feat. Jon Bellion)                             | Non-album single                                        | Coauteur                     |                 |
| "Sober"                      | 2017  | G-Eazy (feat. Charlie Puth)                          | The Beautiful & Damned                                  | Coauteur, coproducteur       | US RB/HH No. 49 |
| "Want You Back"              | 2017  | Citizen Four                                         | Non-album single                                        | Coauteur                     |                 |
| "Medication"                 | 2017  | Damian Marley (feat. Stephen Marley)                 | Stony Hill                                              | Coauteur, coproducteur       |                 |